# Caius Julius Verecondaridubius

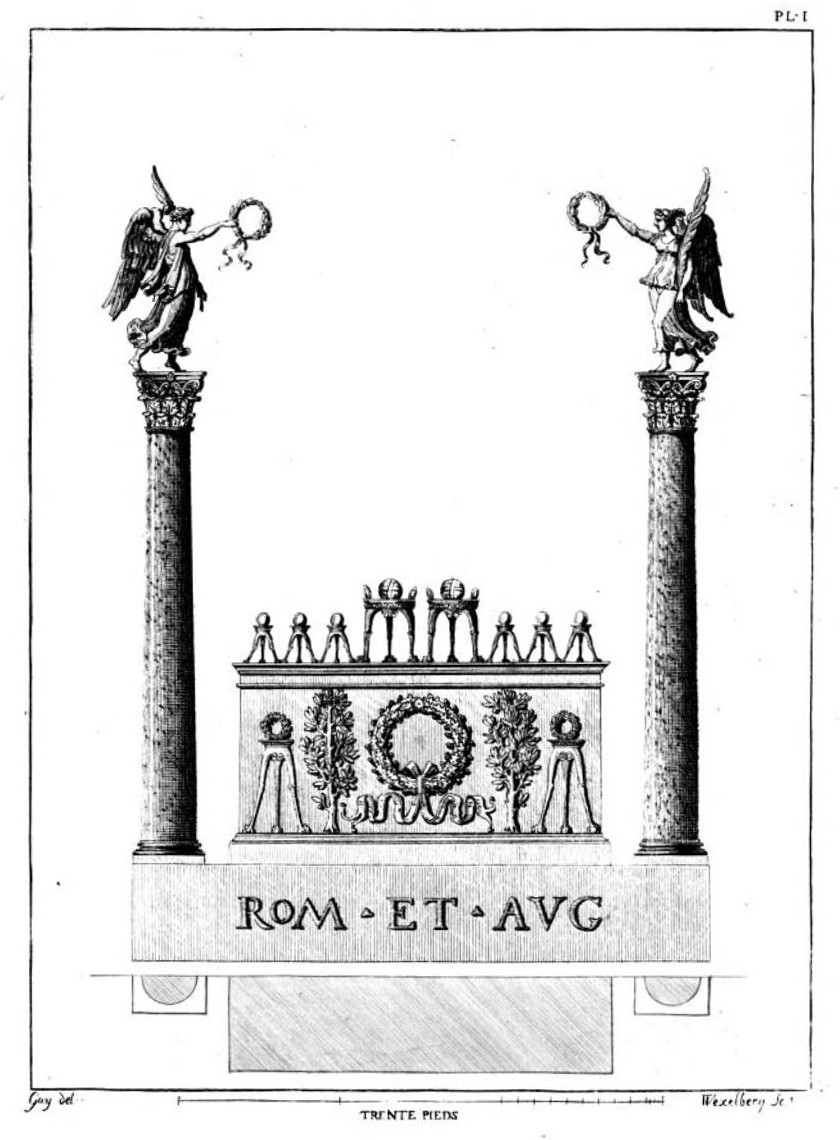
Altaar van de Drie Galliën. De inscripties ROM en AUG verwijzen naar de verering van de godin Roma en keizer Augustus.

Caius Julius Verecondaridubius (Gallia Lugdunensis, eerste eeuw v.Chr.) was de eerste hogepriester in het heiligdom van de Zestig Gallische stammen in de Romeinse stad Lyon of Colonia Copia Claudia Augusta Lugdunum. Hij was betrokken bij de personencultus rond keizer Augustus in Lyon.

## Levensloop
Verecondaridubius, door Duitse historici ook Verecondaris Dubius genoemd, was een Galliër uit de stam der Aedui. De hoofdstad van de Aedui was Autun of in het Latijn: Augustodunum. Verecondaridubius was afkomstig van Autun. De Aedui waren al lange tijd trouw aan Rome.
Veldheer Drusus Senior, stiefzoon van keizer Augustus, richtte een heiligdom op voor de drie Gallische provincies die hij onderworpen had. Dit waren Gallia Lugdunensis, Gallia Belgica en Gallia Narbonensis. Het heiligdom stond in Lyon, meer bepaald naast de oevers van de samenvloeiing van de Saône en de Rhône. In het keizerlijk heiligdom stond het altaar met de Latijnse naam Ara Trium Galliarum. Dit betekent het altaar van de Drie Galliën. Vertegenwoordigers van alle zestig Gallische stammen kwamen plechtig samen rond het altaar op bevel van Drusus Senior. Het was een soort Grote Raad voor Gallië. Zij vereerden de godin Roma en keizer Augustus. De Aedui vaardigden Verecondaridubius af als eerste hogepriester voor het keizerlijk heiligdom in het jaar 10 v.Chr. Titus Livius vermeldde hem in zijn werk Ab Urbe Condita. Met de aanstelling van Verecondaridubius wilden de Aedui hun trouw aan de keizer eens te meer bewijzen.